# Биола
Торговая марка «Биола» (др.-греч. βίος — жизнь) — бренд известного на Украине и за её пределами производителя соков, газированных напитков и минерально-столовых вод ЗАО «Эрлан».

## История
1997, апрель — основание завода «Эрлан». Установка двух линий по выпуску минеральной воды и напитков на подсластителях общей производительностью 3000 бутылок в час. 1999 — введение в эксплуатацию линии по розливу напитков итальянской фирмы «Melegari» для выпуска нового вида продукции — напитков на сахаре, полная реконструкция производственного комплекса.
2001 — запуск комплектной линии KHS проектной мощностью 10 тыс. бутылок в час. 2003, декабрь — 2004, январь — основание нового комплектного завода KHS по производству соков и напитков, спроектированного на 4 линии. Начало выпуска новых видов продукции — натуральных соков и нектаров без консервантов в ПЭТ-бутылках. Первая и пока единственная на Украине линия мощностью 18 тыс. бутылок в час с применением технологии холодного асептического розлива, пуск уникальной линии по производству напитков производительностью 30 тыс. бутылок в час (2-х кратное увеличение производства напитков), оборудование комплектной линии KHS гомогенизатором для производства овощных и фруктово-овощных соков, запущен собственный углекислотный завод. Современный комплекс обеспечивает высочайшее качество, а близость к цеху розлива — низкую себестоимость. 2005 — покупка производственной площадки ЗАО Эрлан (Киев), запуск новой линии по производству соков и нектаров c применением уникальной технологии холодного асептического розлива (ACF), разработанной фирмой KHS. Производительность линии 32 000 бут/час..
2007 — запуск завода по производству термоусадочной плёнки. Производительность 270 тонн/мес. Производитель оборудования: Reifenhauser. 2008 — запуск на заводе «Эрлан» дополнительной линии для производства газированных напитков.

## Напитки
- EnerGO Cannabis/Cool Effect/Berry Boost/Coffee/Green/Classic
- Вода «Знаменовская», «Калипсо», «Два Океана»
- Mojito, Rosemary, Almond, Basil, Iceberry
- Ретро серия Байкал, Ситро, Тархун, Лимонад, Вкус Квас Украинский
- Бриз: Дюшес, Лимон прозрачный, Лимонад, Мультифрукт, Яблоко-Виноград, Байкал
- Газированные напитки: Ананас, Апельсин, Лимонад, Чамбо
- Icy Cola, Icy Orange
- Квэйк
- Соки Биола: Яблоко, Мультивитамин, Апельсин, Персик, Банан-Клубника, Вишня, Апельсин-Манго, Грейпфрут-Апельсин, Томат
- Соки Лето: Виноград-Гранат, Мультифрукт, Яблоко, Виноград-Яблоко, Апельсин, Томат
- Холодный чай: Чёрный чай Лимон, Малиновый чай, Зелёный Саусеп, Чай каркаде Гранат, Персик
- Коктейли: Pearl Blue, Vanilla Gold

## Оборудование
Производственный комплекс состоит из пяти линий: трёх — по выпуску газированных напитков и минеральной воды, а также двух линий розлива с применением технологии холодного асептического розлива микробиологически чувствительных напитков и соков.
Линии по выпуску газированных напитков мощностями 8/10, 20/22 и 30 тысяч бутылок в час, а линии по выпуску соков (18 и 30 соответственно), оснащены оборудованием ведущих европейских фирм:
— машинами для выдува ПЭТ-бутылок французской фирмы SIDEL;
— немецким оборудованием BERKEFELD для подготовки к производству воды;
— линиями по розливу напитков немецкой фирмы KHS Maschinen und Anlagenbau AG;
— сироповарочными машинами ADUE (Италия) и DÖHLER (Германия).

## Асептический розлив
Для выпуска соков и нектаров применяется уникальная технология холодного асептического розлива (ACF), разработанная фирмой KHS. Соки разливаются в блоке холодного асептического розлива, который установлен в специальной стерильной комнате. Технология позволяет отказаться от использования вредных для напитка консервантов и пастеризации в готовой упаковке и поставлять на рынок высококачественную продукцию в ПЭТ-упаковке.

## Сравнительные тесты продукции
По результатам сравнительных тестов, апельсиновый и томатный соки торговой марки получили оценку "Хорошо" 